# Pseudobagarius meridionalis
Pseudobagarius meridionalis és una espècie de peix de la família dels akísids i de l'ordre dels siluriformes.

## Morfologia
Els mascles poden assolir els 3,1 cm de llargària total.

## Distribució geogràfica
Es troba al Sud-est asiàtic: sud de Borneo.